# Celtic Woman: A New Journey
A New Journey är ett studioalbum av Celtic Woman tillsammans med Hayley Westenra. Albumet släpptes den 30 januari 2007.

## Låtlista
|     | Titel                                                       | Vokalist(er)                                                                                     | Längd |
| --- | ----------------------------------------------------------- | ------------------------------------------------------------------------------------------------ | ----- |
| 1.  | "The Sky and the Dawn and the Sun"                          | Chloë Agnew / Órla Fallon / Lisa Kelly / Máiréad Nesbitt / Méav Ní Mhaolchatha / Hayley Westenra | 5:19  |
| 2.  | "The Prayer"                                                | Chloë Agnew                                                                                      | 4:20  |
| 3.  | "Newgrange"                                                 | Órla Fallon                                                                                      | 3:07  |
| 4.  | "Over the Rainbow"                                          | Chloë Agnew / Órla Fallon / Méav Ní Mhaolchatha / Hayley Westenra                                | 2:37  |
| 5.  | "Granuaile's Dance"                                         | Máiréad Nesbitt                                                                                  | 3:40  |
| 6.  | "The Blessing"                                              | Lisa Kelly                                                                                       | 3:49  |
| 7.  | "Dúlaman"                                                   | Méav Ní Mhaolchatha                                                                              | 3:05  |
| 8.  | "Beyond the Sea"                                            | Chloë Agnew / Órla Fallon / Lisa Kelly / Máiréad Nesbitt / Méav Ní Mhaolchatha / Hayley Westenra | 3:20  |
| 9.  | "The Last Rose of Summer"                                   | Hayley Westenra / Méav Ní Mhaolchatha                                                            | 3:36  |
| 10. | "Caledonia"                                                 | Lisa Kelly                                                                                       | 4:49  |
| 11. | "Lascia Ch'io Pianga"                                       | Hayley Westenra / Máiréad Nesbitt                                                                | 3:31  |
| 12. | "Carrickfergus"                                             | Órla Fallon                                                                                      | 3:43  |
| 13. | "Vivaldi's Rain"                                            | Chloë Agnew                                                                                      | 2:11  |
| 14. | "The Voice"                                                 | Lisa Kelly / Máiréad Nesbitt                                                                     | 3:05  |
| 15. | "Scarborough Fair"                                          | Hayley Westenra                                                                                  | 3:13  |
| 16. | "Mo Ghile Mear"                                             | Chloë Agnew / Órla Fallon / Lisa Kelly / Máiréad Nesbitt / Méav Ní Mhaolchatha / Hayley Westenra | 4:50  |
| 17. | "Sing Out!" 1                                               | Chloë Agnew / Órla Fallon / Lisa Kelly / Máiréad Nesbitt / Méav Ní Mhaolchatha                   | 4:04  |
| 18. | "Shenendoah - The Pacific Slope" (Live från Slane Castle) 1 | Máiréad Nesbitt                                                                                  | 4:43  |
| 19. | "At the Céili" (Live från Slane Castle) 1                   | Órla Fallon / Lisa Kelly / Máiréad Nesbitt / Méav Ní Mhaolchatha                                 | 4:59  |
| 20. | "Spanish Lady" (Live från Slane Castle) 1                   | Chloë Agnew / Órla Fallon / Lisa Kelly / Máiréad Nesbitt / Méav Ní Mhaolchatha / Hayley Westenra | 2:23  |

## Listplaceringar
- Billboard 200 - 4 (2007)
- Billboard Top Internet Albums - 4 (2007)
- Billboard Top World Music Albums - 1 (2007)